# Keszet (grupa medialna)
Keszet (heb. קשת, dosł. Tęcza) – izraelska grupa medialna. Powstała w 1993 roku.
Firma zarządza Keshet Broadcasting, operatorem telewizyjnym i franczyzobiorcą izraelskiego kanału 2, od 1993 do listopada 2017. Została przemianowana w Izraelu jako oddzielny kanał Keszet 12.
Keshet nadaje oryginalne seriale, rozrywkę, bieżące wydarzenia, pokazy stylu życia i programy zagraniczne. Globalnym ramieniem produkcji i dystrybucji Keshet jest Keshet International, a cyfrowym oddziałem firmy jest Mako, jedna z trzech najczęściej odwiedzanych stron internetowych w Izraelu